# Dobbeplas

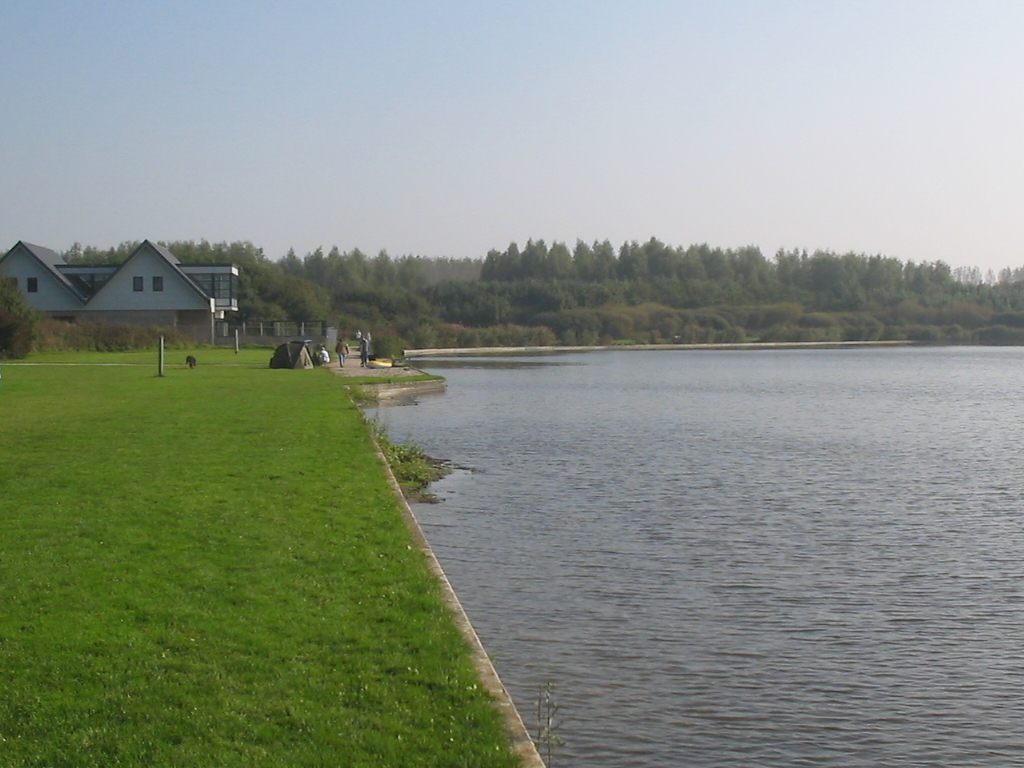
Dobbeplas

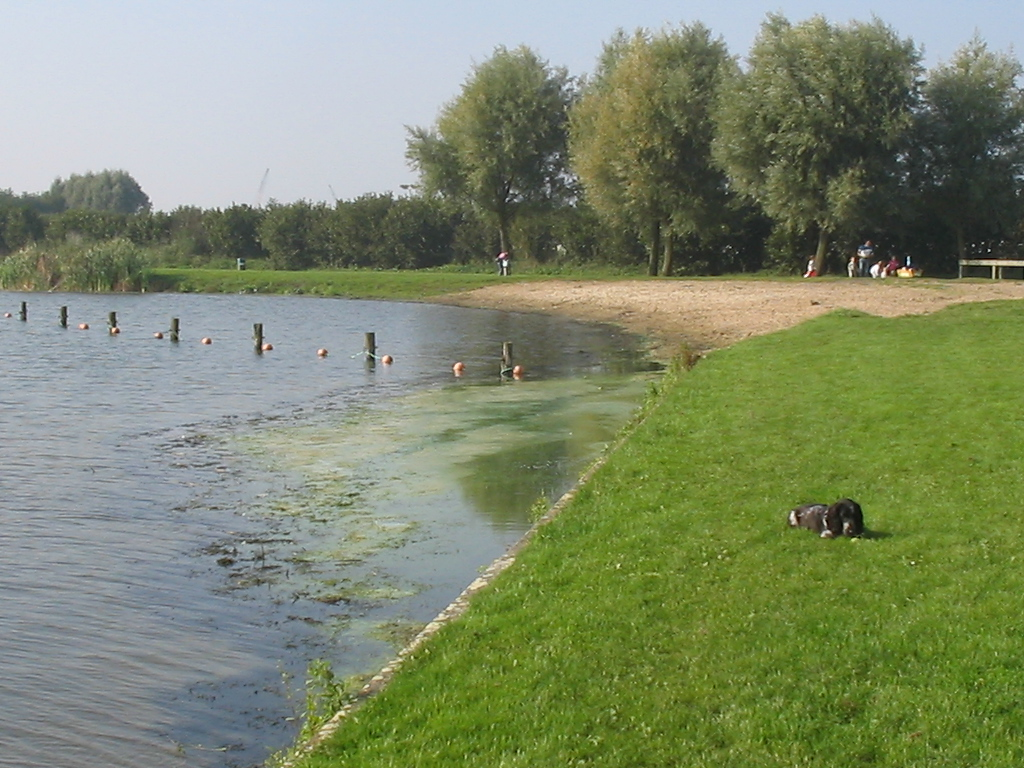
Plaża (na drugim planie)

Dobbeplas – zalew i obszar wypoczynkowy w Holandii, znajdujący się w Nootdorp, w prowincji Holandia Południowa. Położony jest on pomiędzy Pijnacker a polderem Bieslandse Bos i należy do przyrodniczego kompleksu Buytenhout. Wielkość Dobbeplas wynosi 64 ha, a głębokość maksymalna to ok. 2,5 m. 
Zalew posiada specjalnie wydzielony obszar przystosowany do plażowania, stwarza też warunki do żeglugi i umożliwia uprawianie rybołówstwa. W zimie pokryty lodem Dobbeplas zamienia się przeważnie w arenę zawodów łyżwiarskich.
Na zalew można dostać się pieszo i ku temu udostępniono wiele ścieżek spacerowych a także ścieżek do jazdy konno. Najczęściej jednak wybierana jest komunikacja rowerowa, natomiast dla zwolenników komunikacji samochodowej przygotowano dojazd i parking od strony północno-wschodniej. W okolicy znajdują się ponadto leśny wybieg dla psów oraz posterunki do obserwacji ptaków.